# Jack Johnson
Jack Hody Johnson (* 18. května 1975, Hawaii) je americký písničkář. Jeho první komerčně úspěšná deska z roku 2001 se jmenuje  Brushfire Fairytales. Natočil ji na popud písničkáře Bena Harpera, který ho poprvé slyšel v roce 1999 na jednom letním festivalu ve Spojených státech. Jack byl také profesionálním surfařem. Jeho úspěšnou surfařskou kariéru ale zastavila nehoda, při které si vyrazil přední zuby.

## Diskografie
- Brushfire Fairytales (2001)
- On and On (2003)
- In Between Dreams (2005)
- Sing-A-Longs and Lullabies for the Film Curious George (2006)
- Sleep Through the Static (2008)
- To the Sea (2010)
- From Here to Now to You (2013)
- All the Light Above It Too (2017)